# Zhangzhung
Zhangzhung was een preboeddhistische beschaving en gebied in het westen en noordwesten van het Tibetaans plateau. De periode van deze beschaving maakt deel uit van de prehistorie van Tibet. Het gebied werd in de eerste helft van de zevende eeuw veroverd door het expanderende Tibetaanse rijk. De beschaving van Zhangzhung werd in de achtste eeuw en negende eeuw geassimileerd met de Tibetaanse. In de hoogst gelegen en meest geïsoleerde delen van Zhangzhung bleef die cultuur zich tot na 1100 handhaven.

## Bronnen over Zhangzhung

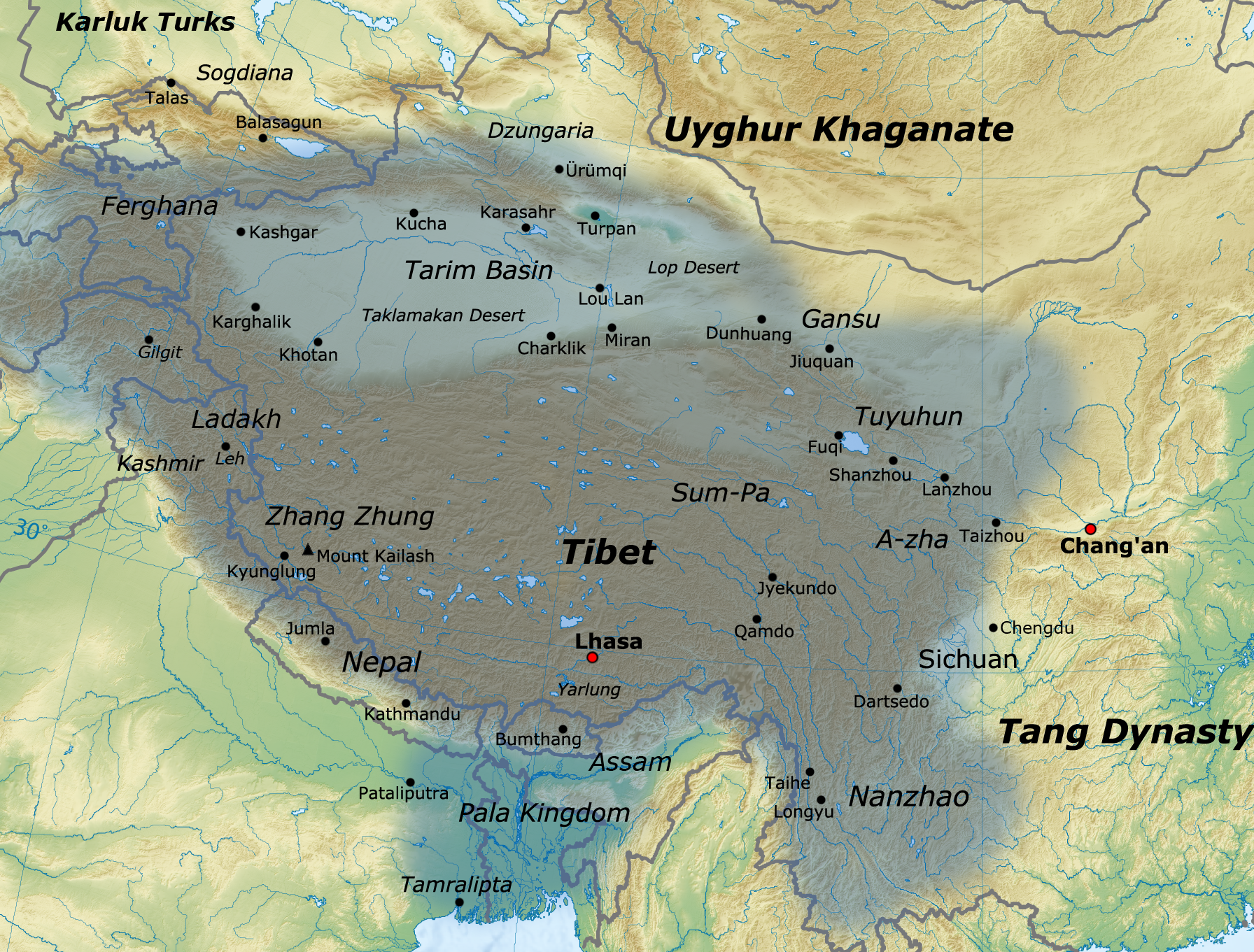
Het Tibetaanse rijk rond 780 met Zhangzhung in het westen

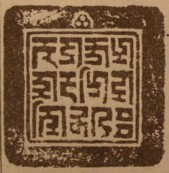
Volgens Bön-gelovigen is dit de zegel van de laatste koningen van Zhangzhung in de taal Zhangzhung. Wetenschappers gaan ervan uit, dat dit zegel zeer veel later is gemaakt.

## De taal van Zhangzhung als legitimatie van de traditie

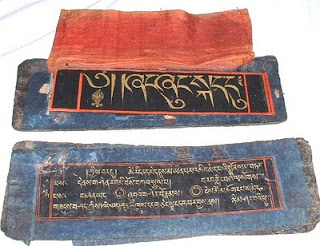
Een boekwerk in de taal van Zhangzhung. De vertaling van het bovenste blad is ” In de taal van Zhangzhung ”